# Nototamias
Nototamias is een geslacht van uitgestorven grondeekhoorns. Dit dier leefde tijdens het Laat-Oligoceen en Mioceen in Noord-Amerika.

## Voorkomen
Fossielen van Nototamias zijn gevonden in de Verenigde Staten, de Canadese provincie Saskatchewan en de Panamese Culebra-kloof in het kanaalbekken. De Panamese vondst dateert uit de North American Land Mammal Age Hemingfordian.

## Kenmerken
Nototamias had het formaat van een hedendaagse oostelijke wangzakeekhoorn.